# Beringen (Svizzera)
Beringen (toponimo tedesco) è un comune svizzero di 4 541 abitanti del Canton Sciaffusa. Il 1º gennaio 2013 ha inglobato il comune soppresso di Guntmadingen.